# Gare de Cernay - Doussay
La gare de Cernay - Doussay est une gare ferroviaire française de la ligne de Loudun à Châtellerault, située sur le territoire de la commune de Doussay, à proximité de celle de Cernay dans le département de la Vienne, en région Nouvelle-Aquitaine.

## Situation ferroviaire
Établie à 82 mètres d'altitude, la gare de Cernay - Doussay est située au point kilométrique (PK) 29,6 de la ligne de Loudun à Châtellerault, entre les gares de Savigny-sous-Faye et de Lencloître.

## Histoire

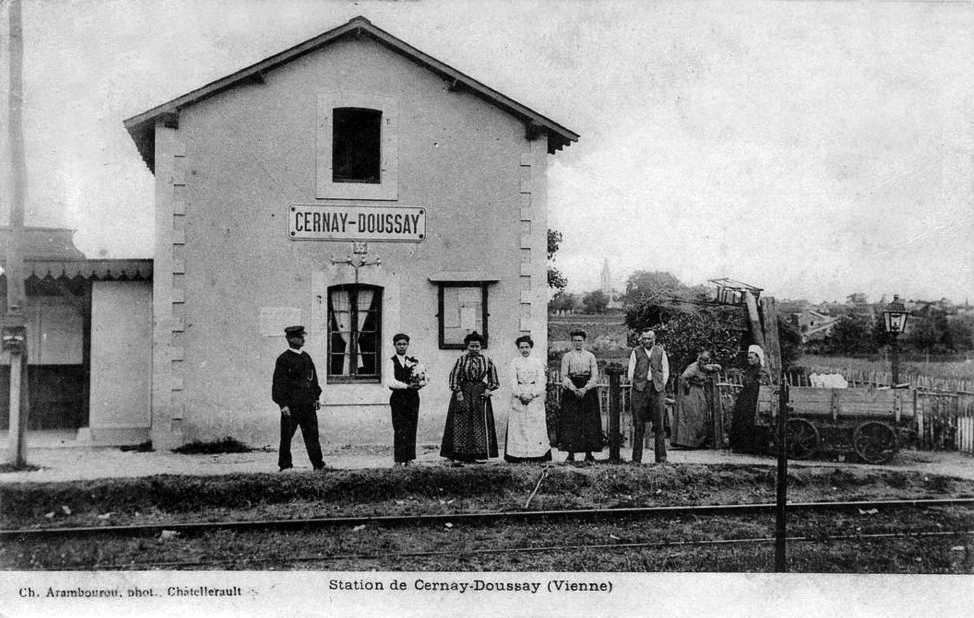
La halte vers 1900.

Lors de la mise en service de la ligne le 19 septembre 1886, il y a simplement un passage à niveau et une maison de garde barrière. Ce n'est que plus tard qu'un point d'arrêt dénommé « Cernay-Doussay » est créé avec l'aménagement d'un quai.

## Patrimoine ferroviaire
L'ancien bâtiment est devenu une habitation privée et l'ancienne ligne une voie verte.